# 华幌伞枫
华幌伞枫（学名：Heteropanax chinensis）是五加科幌伞枫属的植物，是中国的特有植物。分布于中国大陆的广西、云南等地，生长于海拔460米至1,600米的地区，常生长在森林和灌丛中，目前尚未由人工引种栽培。